# 장계현
장계현(1950년 1월 9일 ~ )는 대한민국의 가수이다.

## 학력
- 대광고등학교 19회
- 홍익대학교 조소과

## 음반
- 1977년 골든앨범 77 (나의 20년 / 그대보고파)
- 1992년 장계현
- 1997년 Standing In the Dark
- 2004년 내 청춘의 이력서
- 2005년 7080 Pops Live
- 2012년 햇빛 쏟아지는 들판
- 2016년 나없이도 행복해다오 / 돌아온 당신